# رومانا بشير
رومانا بشير هي ناشطة مجتمعية باكستانية للنساء وحقوق الأقليات والتسامح الديني، وتعمل رومانا بشير كمديرة تنفيذية سابقة لمؤسسة السلام والتنمية في راولبندي وقد عينها البابا بندكت السادس عشر كمستشار للجنة العلاقات الدينية مع المسلمين.

## نشاطها
بدأت رومانا بشير، وهي امرأة كاثوليكية، العمل في عام 1997 على المستوى المحلي مع المجتمع لتعزيز الوئام بين الأديان وتعليم المرأة. وكانت عضوًا في مركز الدراسات المسيحية، الذي يعزز حرية التعبير والعدالة والكرامة والمساواة في راولبندي ، وانضمت رومانا بشير إلى مركز الدراسات المسيحية كمتدربة وتم ترقيتها لاحقًا إلى رئيسة البرامج في عام 2009. 
في عام 2012 ، تم تعيينها من قبل البابا بندكت السادس عشر كمستشارة في لجنة العلاقات الدينية مع المسلمين داخل المجلس البابوي للحوار بين الأديان في الفاتيكان. وهي أول امرأة باكستانية مسيحية تم تعيينها لهذا المنصب.
في عام 2013 ، كانت مديرة تنفيذية لمؤسسة السلام والتنمية في راولبندي. 

## متحدثة
في عام 2012 ، كانت عضوًا في لجنة مكونة من خمسة متحدثين في مؤتمر صحفي من قبل مركز مساعدة وتسوية المساعدة القانونية (CLAAS). دعت اللجنة إلى تعديل قانون الأديان لمنع إساءة استخدامه وسوء معاملته واستغلاله. في نوفمبر 2012 ، تحدثت في ورشة عمل نظمها معهد باكستان لدراسات السلام لعلماء الدين الشباب الذين يمثلون جميع طوائف الإسلام وأعضاء من مجتمعات السيخ والبهائيين والمسيحيين. وفي عام 2013، كانت متحدثة في ندوة حول «التسامح في باكستان» عقدت في جامعة القائد الأعظم (QAU). وحثت الندوة الناس على النقاش حول ارتفاع مستويات العنف والتعصب المرتبط بالاختلافات العرقية والدينية في البلاد.